# Тарасовка (Ичнянский район)
Тарасовка (укр. Тарасівка) — село,
Ольшанский сельский совет,
Ичнянский район,
Черниговская область,
Украина.
Код КОАТУУ — 7421787203. Население по переписи 2001 года составляло 29 человек .

## Географическое положение
Село Тарасовка находится на расстоянии в 1,5 км от села Ольшана.
К селу примыкает лесной массив (дуб).
Рядом проходит автомобильная дорога Т-2524.

## История
- В 1862 году на владельческом хуторе Тарасовский было 2 двора где проживало 9 человек (4 мужского и 5 женского пола)[2]
- До Войны оставалась в статусе хутора[3]